# Binet-Simon-Test
Der Binet-Simon-Test ist der erste gute Intelligenztest, der in der Psychologie eingesetzt wurde. Mit ihm wurde die Psychometrie begründet. Entwickelt wurde der Binet-Simon-Test 1905 von Alfred Binet und Théodore Simon; Revisionen erschienen 1908 und 1911. Von Lewis Madison Terman wurde er dann zum Stanford-Binet-Test weiterentwickelt.
Als Direktor des psychophysiologischen Instituts der Sorbonne hatte er, gemeinsam mit Victor Henri (1872–1940), damit begonnen, Tests für die geistige Leistungsfähigkeit zu entwickeln. Die bisher erarbeiteten Verfahren, u. a. von James McKeen Cattell, Hugo Münsterberg und Hermann Ebbinghaus, erbrachten völlig unterschiedliche Ergebnisse. Binet kritisierte sie als zu spezifisch; er strebte die Messung einer allgemeineren Leistungsfähigkeit an, die er als „die Art der Bewältigung einer aktuellen Situation … gut urteilen, gut verstehen und gut denken“ definierte.
Nach Einführung der allgemeinen Schulpflicht in Frankreich 1882 wurden Kinder, die vom normalen Schulunterricht überfordert waren, durch subjektives Lehrerurteil an Sonderschulen verwiesen. 1904 beauftragte das französische Unterrichtsministerium eine Arbeitskommission damit, einen objektiven Test zu entwickeln, um die förderbedürftigen Kinder zu identifizieren. In diese Kommission wurden auch Binet und der Arzt Théodore Simon (1873–1961) berufen, die bereits ein Jahr später die erste Version ihres Tests einsetzen konnten. Bei dem Test schnitten allerdings zunächst Mädchen fast immer besser ab als Knaben. Der Test wurde dann aber so verändert, dass die beiden Geschlechter gleiche Werte erzielten. Für die Anwendung seines Intelligenztestes stellte Binet strenge Regeln auf, die allerdings von vielen Nachfolgern nicht ausreichend beachtet wurden:  Erstens stellt das Testergebnis nur eine Momentaufnahme dar und kann sich später durchaus ändern. Zweitens ist der Test nur dafür geeignet, geistig behinderte Kinder zu erkennen. Drittens sollten die Testergebnisse nicht dafür verwendet werden, Kinder als mehr oder minder bildungsunfähig einzustufen. Von Binet stammt auch der durchaus selbstkritische Satz: "Die Skala erlaubt, ehrlich gesagt, keine Messung der Intelligenz, da intellektuelle Fähigkeiten nicht addiert und somit nicht wie lineare Oberflächen gemessen werden können."

## Der Test

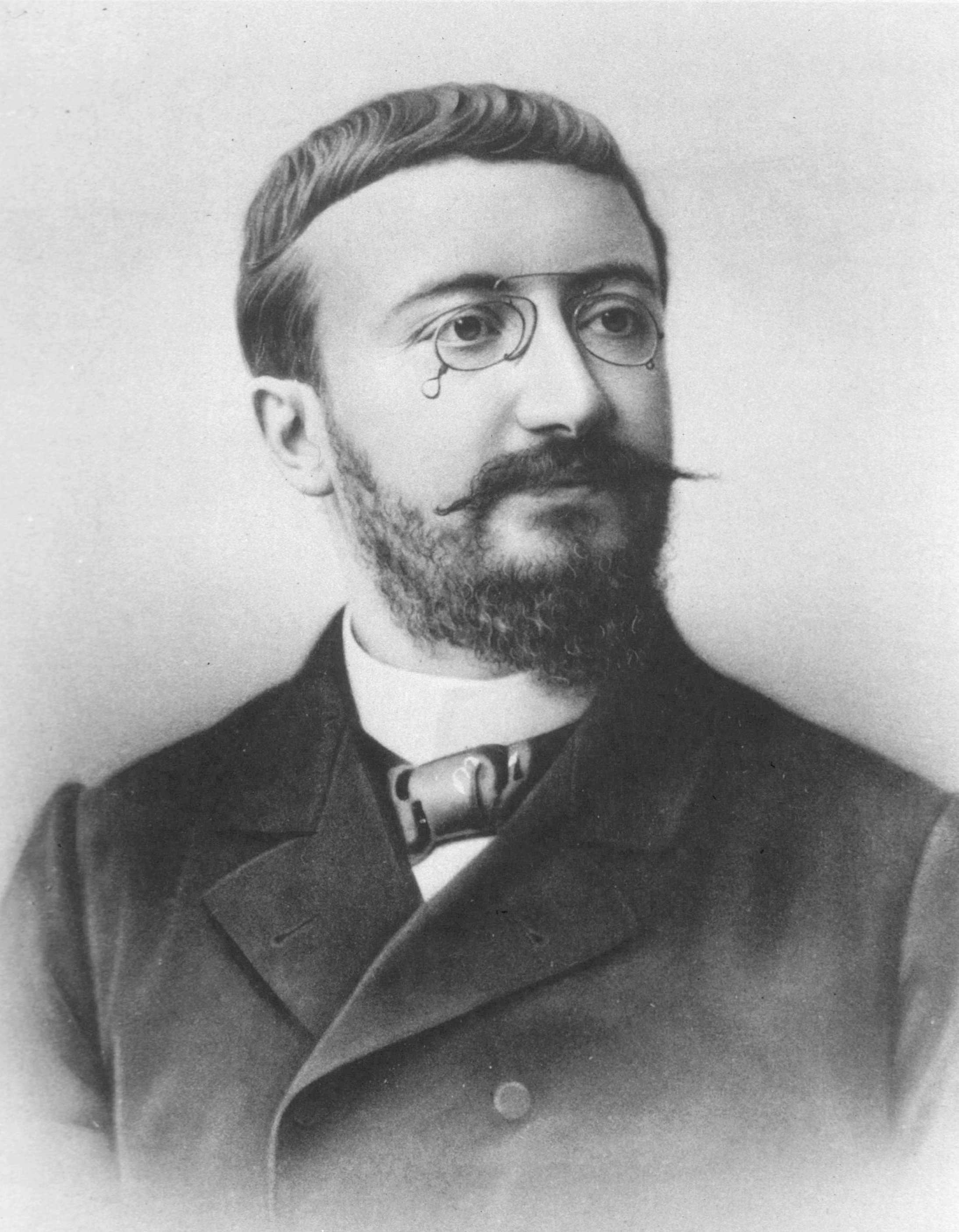
Alfred Binet

Zunächst suchte Binet Testaufgaben, die möglichst trennscharf erst ab einem bestimmten Lebensalter bewältigt werden konnten, sodass im Populationsdurchschnitt das Lebensalter mit dem Intelligenzalter identisch ist.
Aufgaben-Beispiele:
- kann rechts und links unterscheiden (ab 6 Jahren)
- kann rückwärts von 20 bis 0 zählen (ab 8 Jahren)
- kann zufällig angeordnete Wörter in einen sinnvollen Satz bringen (ab 11 Jahren).

### Intelligenzalter
Die Berechnung des Intelligenzalters einer Person erfolgte nun wie folgt: Zunächst wurde das sogenannte Grundalter ermittelt, nämlich das Alter, dessen Aufgaben alle gelöst wurden. Zusätzlich gelöste Aufgaben aus höheren Altersstufen wurden als Monatsanteile addiert.
Beispiel 1: (Es seien für jede Altersstufe 6 Aufgaben zu lösen, sodass jede richtige Antwort 2 Monate zum Intelligenzalter addiert): Ein sechsjähriges Kind löst alle Aufgaben der Altersgruppen 1–5, drei der Gruppe 6 und je 1 der Gruppen 7 und 8. Zum Grundalter 5 addiert man (3+1+1)·2 = 10 Monate und erhält ein Intelligenzalter von 5;10 Jahren.
Beispiel 2: Ein sechsjähriges Kind löst alle Aufgaben der Altersgruppen 1–7 und je 1 der Gruppen 8 und 9. Zum Grundalter 7 addiert man (1+1)·2 = 4 Monate und erhält ein Intelligenzalter von 7;4 Jahren.

## Kritik
Ein Unterschied (Vorsprung oder Rückstand) zwischen Lebens- und Intelligenzalter ist in jungen Jahren viel dramatischer als im höheren Alter. Ein fünfjähriges Kind mit Intelligenzalter 4 hat eine viel schlechtere Prognose als ein zehnjähriges Kind mit Intelligenzalter 9 („Die Schere geht auseinander.“)
Dieses Problem veranlasste William Stern, Lebensalter und Intelligenzalter ins Verhältnis zu setzen und so den „Intelligenzquotienten“ (IQ) zu erfinden:
{\displaystyle IQ={\frac {\text{Intelligenzalter}}{\text{Lebensalter}}}\times 100}
Analog dazu ergibt sich eine Formel für das Intelligenzalter:
{\displaystyle {\text{Intelligenzalter}}={\frac {IQ\times {\text{Lebensalter}}}{100}}}
Hat zum Beispiel ein 10-jähriges Kind einen IQ von 120, so wird ihm ein Intelligenzalter von 12 Jahren zugeschrieben.

## Originalaufsätze
- Alfred Binet, Victor Henri: La psychologie individuelle. In: L'Année Psychologique. Vol. 2, 1895, ISSN 0003-5033, S. 411–463, doi:10.3406/psy.1895.1541.
- Alfred Binet, Théodore Simon: Methodes nouvelles pour le diagnostiqc du niveau intellectuel des anormaux. In: L'Année Psychologique. Vol. 11, 1904, S. 191–244, doi:10.3406/psy.1904.3675.